# Western Riders Association of Sweden
Western Riders Association of Sweden (förkortas WRAS), bildat 1982, är ett förbund som vill främja westernridning i dess olika former och arrangerar även tävlingar på olika nivåer samt samlar lokala westernridningsklubbar runt om i Sverige. Man har dessutom en målsättning att samarbeta med Svenska Ridsportförbundet.
WRAS tillhandahåller licenser för ryttare och häst samt ordnar även med en speciell tävlingslicens för tävling med nötboskap, då levande boskap ingår i vissa grenar, till exempel cutting.
Antalet medlemmar ligger på ungefär 3 500 personer (mars 2007) och ett femtiotal lokala klubbar är anslutna.